# 梅氏月神蟹
梅氏月神蟹（学名：Ashtoret miersii），舊稱梅氏黎明蟹（Matuta miersii），是饅頭蟹總科黎明蟹科月神蟹屬的物種，分布於台灣。與其他月神蟹屬物種一樣，其螯腳腕節具二條隆脊、掌節中央之隆脊與下緣平行、指節上緣平滑或僅末部具有顆粒之特徵。
本屬的名稱來自著名的動物學家愛德華·梅爾斯。